# Anthidiellum rasorium
Anthidiellum rasorium là một loài Hymenoptera trong họ Megachilidae. Loài này được Smith mô tả khoa học năm 1875.